# Макаров, Николай Григорьевич (полный кавалер ордена Славы)
Никола́й Григо́рьевич Мака́ров (8 августа 1919, Новое Шаткино, Саратовская губерния — 13 января 1952, там же) — командир стрелкового отделения 36-й танковой бригады (11-й танковый корпус, 8-я гвардейская армия, 1-й Белорусский фронт) старший сержант.

## Биография
Николай Григорьевич Макаров родился в селе Новое Шаткино Саратовской губернии (ныне — в Камешкирском районе Пензенской области) в крестьянской семье. Окончил начальную школу, работал в колхозе.
В 1940 году Гродековским райвоенкоматом Уссурийского края был призван в ряды Красной армии. С мая 1944 года на фронтах Великой Отечественной войны.
В конце июля в бою за Любомль старший сержант Макаров со своим отделением в качестве танкового десанта уничтожил 35 солдат противника. В этом же бою при повреждении танка под сильным огнём организовал круговую оборону, дав экипажу танка время для устранения повреждения. Гранатой он уничтожил пулемёт противника. Приказом по 11-му танковому корпусу от 11 августа 1944 года он был награждён орденом Славы 3-й степени.
В боях за город Радом в составе танкового десанта в январе 1945 года, когда продвижению роты сильно мешал крупнокалиберный пулемёт, Макаров скрытно подобрался к нему и уничтожил пулемётный расчёт. Рота быстро продвинулась вперёд. В уличный боях в городе отделение Макарова уничтожило 25 солдат и 3-х офицеров противника. Командир отделения Макаров лично уничтожил 9 солдат противника. В боях за город Томашув-Мазовецкий, находясь со своим отделением в головном дозоре, когда танк ворвался в город Макаров взобрался с пулемётом на танковую башню и уничтожил 30 солдат и офицеров противника. Его отделение уничтожило в этом бою 65 солдат и 4 офицеров противника. Приказом по войскам 1-го Белорусского фронта от 8 марта 1945 года старший сержант Макаров был награждён орденом Славы 2-й степени.
Командир отделения Макаров в апреле 1945 года в районе города Зелов, находясь во главе отделения в разведке, захватил в плен 3 солдат противника. При отражении атаки противника лично уничтожил 8 солдат противника. Указом Президиума Верховного Совета СССР от 15 мая 1946 года награждён орденом Славы 1-й степени.
В 1945 демобилизован, работал в родном колхозе. Умер и похоронен в с. Новое Шаткино.